# Wanniyala agrabopath
Espèce
Wanniyala agrabopath est une espèce d'araignées aranéomorphes de la famille des Pholcidae.

## Distribution
Cette espèce est endémique du Sri Lanka.

## Description
Le mâle holotype mesure 1,9 mm.

## Étymologie
Son nom d'espèce lui a été donné en référence au lieu de sa découverte, la forêt Agrabopath.

## Publication originale
- Huber & Benjamin, 2005 : The pholcid spiders from Sri Lanka: redescription of Pholcus ceylonicus and description of a new genus (Araneae: Pholcidae). Journal of Natural History, vol. 39, no 37, p. 3305-3319.